# Língua bubi
A língua bubi ou bube é uma língua banta falada predominantemente pelos bubis, um bantus nativo e antigo habitante da Ilha de Bioco, na Guiné Equatorial. A língua foi trazida para Bioco da África continental há mais de três mil anos, quando os bubis começaram a se estabelecer na ilha. 
Há cerca de 50.000 falantes, com três variantes: norte, sul e centro-leste. É conhecido por seu caráter do tom e pela divergência de palavras por gênero. A língua também é falada pelos Bubi, nativos do Gabão e de Camarões.
A língua bube é dividida em seis dialetos diferentes que variam nas regiões norte e sul da Ilha Bioco. Por exemplo, no Norte, as pessoas falam Rebola e suas variações: basile, banapa e basupa. Entretanto, no nordeste, fala-se Bacaque.
O bube também é falado em uma pequena área no continente mais próxima da ilha, onde os falantes estão se mudando para o wumboco. Isto foi relatado como bube, bubia ou uovea.
Os primeiros trabalhos sobre a língua bube foram os do missionário batista John Clarke, publicados em 1846 e 1848. Uma cartilha posterior de bube para inglês foi escrita em 1875 por William Barleycorn, um missionário metodista primitivo da era colonial de ascendência ibos e fernandinos, enquanto ele servia na aldeia bubi de basupu. Um dicionário oficial da língua e um guia gramatical foram publicados pelo estudioso étnico bubis de Justo Bolekia Boleká.